# 17611 Jožkakubík
17611 Jožkakubík là một tiểu hành tinh vành đai chính với chu kỳ quỹ đạo là 1889.7321352 ngày (5.17 năm).
Nó được phát hiện ngày 24 tháng 10 năm 1995.